# Lijst van Tweede Kamerleden voor de VDB
Een overzicht van alle voormalige Tweede Kamerleden voor de Vrijzinnig-Democratische Bond (VDB).
| Tweede Kamerlid               | Begindatum        | Einddatum         |
| ----------------------------- | ----------------- | ----------------- |
| S.J.L. van Aalten jr.         | 15 september 1925 | 16 juli 1928      |
| B. Bakker-Nort                | 25 juli 1922      | 5 januari 1942    |
| E.A. van Beresteyn            | 28 juni 1916      | 3 januari 1922    |
| Z. van den Bergh              | 19 september 1905 | 20 september 1909 |
| K. Bijlsma                    | 6 december 1938   | 8 februari 1946   |
| D. Bos                        | 17 september 1901 | 5 mei 1916        |
| M.M. Cohen                    | 15 september 1936 | 12 maart 1940     |
| C.Th. van Deventer            | 19 september 1905 | 20 september 1909 |
| C.Th. van Deventer            | 16 september 1913 | 26 september 1915 |
| H.L. Drucker                  | 17 maart 1901     | 30 juni 1913      |
| F.E.H. Ebels                  | 25 juli 1922      | 8 februari 1946   |
| E. Fokker                     | 17 maart 1901     | 28 februari 1903  |
| H.W.B. van Itallie-van Embden | 18 september 1928 | 8 mei 1933        |
| A.M. Joekes                   | 15 september 1925 | 8 februari 1946   |
| Th.M. Ketelaar                | 17 maart 1901     | 26 juni 1936      |
| D. Kooiman                    | 13 juni 1933      | 7 juni 1937       |
| W.O.A. Koster                 | 9 november 1915   | 16 september 1918 |
| J. Limburg                    | 19 september 1905 | 16 september 1918 |
| H.P. Marchant                 | 17 maart 1901     | 26 mei 1933       |
| P.R. Mees                     | 19 september 1905 | 20 september 1909 |
| P. Nolting                    | 17 maart 1901     | 20 september 1909 |
| P.J. Oud                      | 28 juni 1917      | 25 mei 1933       |
| P.J. Oud                      | 8 juni 1937       | 8 november 1938   |
| J.M. Pijnacker Hordijk        | 17 maart 1901     | 18 september 1905 |
| E.E. van Raalte               | 17 maart 1901     | 17 augustus 1905  |
| L.N. Roodenburg               | 16 september 1913 | 16 september 1918 |
| J. Schilthuis                 | 13 juni 1933      | 8 februari 1946   |
| E.A. Smidt                    | 17 september 1901 | 15 september 1913 |
| E.M. Teenstra                 | 21 september 1909 | 7 februari 1922   |
| N.S.C. Tendeloo               | 20 november 1945  | 8 februari 1946   |
| M.W.F. Treub                  | 8 november 1904   | 29 augustus 1913  |
| G.A. Vorsterman van Oyen      | 21 september 1909 | 15 september 1913 |
| H.A. Zwijnenberg              | 9 mei 1940        | 8 februari 1946   |